# Odznaka Pamiątkowa Frontu Litewsko-Białoruskiego
Odznaka Pamiątkowa Frontu Litewsko-Białoruskiego – polska pamiątkowa odznaka wojskowa ustanowiona rozkazem Ministerstwa Spraw Wojskowych i zatwierdzona w Dzienniku Rozkazów Ministerstwa Spraw Wojskowych nr 49 pod poz. 872 z 13 grudnia 1921.

## Insygnia
Trzyczęściowa odznaka wykonana w tombaku srebrzonym, łączona dwoma drutami o wymiarach 40 × 40 mm. Stanowi ją równoramienny krzyż pokryty czarną emalią. Na ramionach krzyża napisy LIT - BIAŁ FRONT i daty 1919-1920. Na krzyżu srebrny orzeł, na piersi którego widnieje tarcza z herbem Jagiellonów.
Istnieje kilka innych wersji odznaki:
1. wersja: dwuczęściowa, bez emalii na tarczy z herbem
2. wersja: dwuczęściowa, bita w tombaku srebrzonym oksydowanym, bez emalii na ramionach krzyża i tarczy z herbem
3. wersja: bita w tombaku srebrzonym, różnica sylwetki orła.
4. wersja: zamiast tarczy z herbem Jagiellonów, tarcza z Pogonią
5. wersja: trzyczęściowa, ramiona krzyża ciemnogranatowe bez dat i napisów; zmieniony wizerunek orła i kształt tarczy
6. wersja: trzyczęściowa, bez emalii i napisów na ramionach krzyża, tarcza emaliowana, bita z cienkiej blachy
7. wersja: dwuczęściowa - wykonana w tombaku srebrzonym i złoconym; ramiona krzyża z napisami, zmieniony wizerunek orła, zamiast tarczy nałożony herb Wielkiego Księstwa Litewskiego;
8. wersja: tombak srebrzony
9. wersja: różnica wizerunku orła

Znani wykonawcy odznak: Jan Knedler, Kazimierz Gajewski, Karol Gorzuchowski.
Istnieje wiele odmian bez sygnatur lub oznaczeń na nakrętkach odznak.
Występują również miniatury, w wersji oficerskiej i żołnierskiej, noszone przez weteranów w okresie II RP w klapie marynarki.